# Љубомир Марковић
Љубомир М. Марковић (Сивчина, Ивањица, 20. јул 1934 — Чачак, 10. јул 2000) био је професор и публициста, писац приповедака и сакупљач народних умотворина.

## Биографија
Рођен је у Сивчини код Ивањице 20. јула 1934. године. Основну школу похађао у Миланџи (1943–1947), нижу гимназију у Ивањици (1947–1950), а Учитељску школу у Ужицу (1950–1955). Вишу педагошку школу (група српскохрватски језик и књижевност народа Југославије са руским језиком) завршио у Крагујевцу (1959). Дипломирао на Филозофском факултету – група за српскохрватски језик и југословенску књижевност у Приштини (1972). Учитељевао је у подголијским селима Средња Река (1955–1956) и Девићи (1956–1959), радио као наставник и професор (1959–1973) и директор (1973–1974) основне школе у Међуречју. Био је главни и одговорни уредник „Чачанског гласа” (1974–1977) и директор Градске библиотеке у Чачку (1977–1992), одакле је отишао у пензију.
Покретач је и уредник часописа „Глас библиотеке” и уредник листа „Дисово пролеће” (12 бројева, 1977–1991). Припремао је за штампу и уређивао књиге у издању Градске библиотеке и Дисовог пролећа из Чачка (тридесет збирки песама из едиција „Књига госта” и „Токови”, као и књига из едиције „Врела”). Уредник је и рецензент четрдесетак књига. Иницијатор је многих културних акција и манифестација („Сусрети сакупљача народног блага”, „Од октобра до октобра”, „Сусрети песника суседних градова”...). Поверавани су му многи друштвени послови (председник Удружења просветних радника општине Ивањица, 1961–1965; у више наврата председник Месне заједнице у Међуречју; председник Међуопштинске заједнице матичних библиотека у Краљеву; председник Републичке заједнице матичних библиотека Србије, 1985–1989). Стручне радове и чланке објављивао је у листовима, часописима и на радију (Настава и васпитање – од 1959, Просветни преглед, Задруга, Борба, Вечерње новости, Наша школа, Чачански глас, Вести, Расковник, Венац, Глас библиотеке, Дисово пролеће, Зборник Народног музеја у Чачку, Изворник, Ужички зборник, Радио Београд, Радио Чачак...).
Српска академија наука и уметности откупила му је збирку народних умотворина (1970). За штампу је припремио књиге: Јован Пајовић, Чвор (Чачак, 1990) и Јован Јаворац, Ратне успомене 1876. (Београд, 1996). Објавио је више од 300 радова из области књижевности, историографије, етнологије, библиотекарства и издавачке делатности. Учествовао је на двадесетак научних скупова, на којима је презентирао резултате својих истраживања.
Преминуо је у Чачку 10. јула 2000. године.

## Награде и признања
Добитник је више друштвених признања: почасни грађанин Међуречја, Похвала „13. септембар” СО Ивањица, републичка награда „Милорад Панић-Суреп” (1990), за рад у библиотекарству.